# Otto Peter
Otto Peter (* 1931) je švýcarský barytonista.
Studoval u skladatele Paula Hindemitha, švýcarského houslisty českého původu Petra Rybáře a pěvců Margherity Perras a Heinze Rehfusse. Proslul jako interpret Bachovy hudby.
Několikrát vystupoval i v Praze. Koncem šedesátých a počátkem sedmdesátých let spolupracoval s orchestrem FOK při uvedení Janových a Matoušových pašijích (dirigent Jindřich Rohan) a s Milanem Munclingerem a souborem Ars rediviva při uvedení Bachových kantát. S tímto souborem realizoval také několik nahrávek.